# Јозеф Бикан
Јозеф Бикан (Беч, 25. септембар 1913 — Праг, 12. децембар 2001) био је чешко-аустријски професионални фудбалер који је играо на позицији нападача. Он је најбољи голгетер свих времена у лигашким утакмицама, односно утакмицама првенства професионалног нивоа, те званичним утакмицама у тридесетим и четрдесетим годинама двадесетог века. Према Рец.Спорт.Сокер Статистик Фоундатион (РСССФ), Бикан је најбољи стрелац у историји фудбала. Процењује се да је постигао више од 950 голова током своје каријере, (због Другог светског рата изгубљени су многи статистички документи), на преко 624 одиграних утакмица . Међународна федерација фудбалске историје и статистике (ИФФХС) доделила је Бикану медаљу као најбољем стрелцу у двадесетом веку.
Бикан је имао могућност да игра, шутира, подједнако добро са обе ноге, а поред убојитог ударца био је изразито брз, посебно за то доба. Наиме, Бикан је дистанцу од 100 метара могао да претрчи за 10,8 секунди, што је била еквивалентна брзина спринтерима тог доба.

## Младост
Јозеф Бикан је рођен у Бечу 25. септембра 1913.године у тадашњој Аустроугарској од оца Франтишека и мајке Лудмиле Бикан. Био је друго од троје деце. Франтишек је био из Седлица из Јужне Чешке (Бохемије), а Лудмила Бечка Чехиња. Јосефов отац, Франтишек, такође је био фудбалер који је играо за Херту из Беча. Борио се у Првом светском рату и вратио се жив без повреда. Међутим, Франтишек јако млад, са само 30 година, 1921. године јер је одбио операцију за лечење бубрежне повреде задобијене на фудбалској утакмици. Његова мајка радила је у кухињи ресторана. Сиромаштво породице значило је да је Бикан морао да игра фудбал без ципела, што му је помогло да побољша своје способности контроле лопте. Бикан је похађао школу Јан Амос Коменскы, чешку школу у Бечу. Четири године након очеве смрти 1925. године, дванаестогодишњи Јозеф је почео да игра за јуниорски тим Херте из Беча. Када је имао 18 година, Бикана је приметио чувени Рапид из Беча, који је у то време био највећи клуб у граду и земљи.

## Клупска каријера
Када се Бикан први пут придружио Рапиду, примао је плату од 150 шилинга месечно, али до 20. године Рапид је желео да га задржи толико да су му платили 600 шилинга!
Током 1937. године Бикан је напустио Беч да би се придружио чешком клубу Славији из Прага. Играо је за Славију током Другог светског рата, док су многе његове фудбалске колеге биле мобилисане у рату. Током осам лигашких сезона постигао би 328 голова, укључујући 57 на 26 утакмица у једној сезони. Три пута у каријери, Бикан је постигао седам голова у једној утакмици. У лигашком мечу у сезони 1939–40 против Злина, Бикан је седам пута погодио мрежу противника за коначну победу Славије од 10:1. Током сезоне 1940–41, Бикан је изједначио свој подвиг из претходне сезоне, поново против Злина, постигавши седам голова, пошто је Славија победила, овога пута још убедљивијим резултатом 12:1. Сезоне 1947–48 Бикан је по трећи пут у својој каријери постигао седам голова, пошто је Славија победила Чешке Будејовице у утакмици која је завршила са 15:1,,! 
У лигама у којима је играо био је најбољи стрелац 12 пута током 27-годишње каријере и најбољи стрелац Европе у пет узастопних сезона, од 1939. до 1940. 
У девастираној Европи после рата, неколико највећих европских клубова требало је ангажовати Бикана. Јувентус му је понудио одличне услове да им се придружи, али он је то одбио, наводно, након што му је речено да комунисти могу да контролишу Италију. Остао је у Прагу, али су тамо комунисти дошли на власт током 1948. Бикан је одбио да се придружи Комунистичкој партији, баш као што је одбио да се придружи нацистичкој странци у Аустрији током Другог светског рата.
Бикан је покушао побољшати свој однос са комунистима тако што је заиграо за екипу Железарни Витковице. Током 1951. придружио се и екипи Храдец Кралове, али 1. маја 1953. Комунистичка партија га је присилила да напусти град, а самим тим и клуб. Након што је био присиљен да оде, вратио се у Славију или, како се тада клуб звао, Динамо из Прага. Играчку каријеру и дефинитивно завршио 1955. године у екипи Славије. Са пуне 42 године био је, убедљиво, најстарији играч у Чехословачком шампионату.

## Репрезентативна каријера
Бикан је дебитовао за репрезентацију Аустрије 29. новембра 1933., са 20 година и 64 дана, у реваншу 2:2 против Шкотске. Касније је за њих играо и на Светском првенству 1934. године, када је аустријска репрезентација стигла до историјског полуфинала. Његов први, а уједно и последњи гол на овом првенству постигнут је у мечу против Француске у осмини финала. Гол за победу Аустрије од 3:2, Бикан је постигао у продужетку. 
У време када је Бикан играо за Славију из Прага, конкурисао је за добијање чехословачког држављанства. Међутим, када је на крају постао чехословачки грађанин, открио је да дошло до административне грешке што је значило да не може играти на Светском првенству 1938. године.
Укупно је постигао 34 гола на 45 међународних утакмица за три различита национална тима (Аустрија, Чехословачка и Бохемија. Његов последњи наступ у националном тиму био је за Чехословачку у поразу од 3:1 против Бугарске 4. септембра 1949.
Међутим, његов успех није прошао без проблема. Остали чланови репрезентација постали су љубоморни на сјајне статистичке учинке које је Бикан низао, а понекад су га називали и погрдним именима, попут "Аустријског копилета". 

## Последње године живота
Одмах по окончању играчке каријере Јозеф је водио неколико, различитих, клубова из Чехословачке, углавном, без запаженијих резултата да би се после 1960. године повукао из тренерског посла. 
Током пролећа 1968. године, Бикану је речено да ће му бити омогућен тренерски посао у иностранству. Импресионирао је белгијски тим Тонгерен и ангажовали су га као тренера, где је направио велики успех пошто је екипу из четврте лиге, за три године, довео до другог ранга такмичења. 
За то време, Бразилац Пеле се припремао за свој 1000. гол и многи новинари су тражили другог играча који је постигао хиљаду голова. Бивши аустријски играч Франц "Бимбо" Биндер предложио је Бикана, за кога је тврдио да је постигао 5000 голова. Када су новинари питали Бикана зашто није конкурисао за титулу најбољег стрелца свих времена, он је одговорио: "Ко би ми веровао да сам рекао да сам постигао пет пута више голова од Пелеа ?!". Међутим, да би постигао тих 5000 голова, требало је задржати просечно 185 голова годишње током читаве своје 27. годишње каријере, што је било потпуно нереално. Ипак, на крају је прикупљено и евидентирано да је Бикан каријеру завршио са 805 датих голова, а многи голови су се, током Другог светског рата изгубили. Свој задњи фудбалски ангажман, као тренер, Јозеф је имао у малом клубу Бенешов 1977. године.
Јосеф "Пепи" Бикан провео је последњих неколико месеци свог живота у болници са срчаним проблемима. Надао се да ће бити код куће за Божић 2001. године, али је преминуо на мање од две недеље пре тога, у 88. години живота. Сахрањен је у Прагу.